# Lappalanjärvi
Lappalanjärvi är en sjö i Finland. Den ligger i kommunen Kouvola i landskapet Kymmenedalen, i den södra delen av landet, 130 km nordost om huvudstaden Helsingfors. Lappalanjärvi ligger 56,1 meter över havet. Den är 16,67 meter djup. Arean är 12,86 kvadratkilometer och strandlinjen är 29,66 kilometer lång. Sjön  ingår i Kymmene älvs huvudavrinningsområde.   I omgivningarna runt Lappalanjärvi växer i huvudsak blandskog. Den sträcker sig 5,6 kilometer i nord-sydlig riktning, och 5,6 kilometer i öst-västlig riktning.
Sjöns största öar, Pitkäsaari och Hiekkasaari, är formade som deltaöar i utloppet av Jokelanjoki i södra delen av sjön. Ute i sjön finns en handfull små öar, den största är den större av de båda Papinsaaret som är 0,8 hektar.  